# Cities XXL
Cities XXL là một trò chơi máy tính thuộc thể loại xây dựng thành phố được phát triển bởi hãng Focus Home Interactive và là một phần tiếp theo của Cities XL. Nó đã được phát hành trên toàn thế giới thông qua Steam vào ngày 5 tháng 2 năm 2015. Trò chơi cho phép người chơi thiết kế, xây dựng và quản lý thành phố. Cities XXL được giới phê bình đánh giá chủ yếu là tiêu cực với lý do thiếu các tính năng mới và các vấn đề hiệu suất hoạt động vẫn còn tồn tại.